# Papercutz
:PAPERCUTZ é uma banda de música pop electrónica alternativa Portuguesa da cidade do Porto formada e liderada por Bruno Miguel. Surge como um projeto de música paralelo à sua participação na banda de rock electrónico Oxygen mas torna-se na sua banda principal em 2008 contando com músicos convidados. É nesse mesmo ano que aparecem na compilação Novos Talentos Fnac com o tema Ultravioleta, que destaca artistas de música portugueses escolhidos por Henrique Amaro da rádio nacional Antena 3 e Bruno Miguel é convidado para uma nova produção do tema Camaleão para a edição da banda de Braga Peixe:Avião com a cantora Ana Deus.
Em Junho de 2008 lançam o primeiro EP Ultravioleta Rmx's, com letras pelo escritor Tiago Gomes, elogiado pelo jornalista Nuno Galopim que sublinha "o momento de saudável agitação que tem vivido, este ano, o panorama pop/rock português (e suas periferias)" e o álbum Lylac em Outubro, ambos pela editora Canadiana Apegenine Recordings. O trabalho é recebido pela imprensa nacional com boas críticas e o autor mais tarde reconhece num artigo jornalístico que o seu trabalho partilha uma exploração musical descendente de Nuno Canavarro e na importância que o músico Português acabou por ter na sua obra.
Um dos temas do álbum A Secret Search ganhou o segundo prémio do International Songwriting Competition. O júri era composto Tom Waits, Robert Smith, entre outros notáveis. Em Abril de 2009, ganham um prémio referente à categoria "Off the beaten track", no The People's Music Awards cuja cerimónia com concertos ao vivo decorreu em Londres, do júri faziam parte Annie Nightingale (dj da radio BBC) e Emre Ramazanoglu (produtor associado a Lou Rhodes) e o produtor da XFM Eddy Temple-Morris, e o prémio "Ones to Watch" em Agosto, uma iniciativa do Myspace sendo a primeira banda portuguesa a alcançar este reconhecimento.
A promoção de Lylac leva os :papercutz a apresentar-se ao vivo em 2009 e 2010 na Europa e nos Estados Unidos, com passagem pelo Festival South by Southwest em Austin Texas e pelo Exit Festival, em Novi Sad, Servia.
O álbum de remisturas Do Outro Lado Do Espelho (Lylac Ambient Reworks) é lançado em 2010 com o selo da editora inglesa Audiobulb Records. A remistura do tema Lylac pelo produtor e pianista Helios (Keith Kenniff) e o vídeo do japonês Daihei Shibata formaram a combinação escolhida por Bruno Miguel e galardoada na edição de 2010 do Protoclip, Festival International du Clip Musical, em Paris com estreia em Portugal em Julho do mesmo ano na seleção oficial de vídeos musicais do Festival de Curtas Vila do Conde.
Na antevisão de um novo álbum surgem os convites para Bruno Miguel remisturar temas de outros projectos internacionais  e a propósito da compilação que celebra o primeiro aniversário da publicação inglesa de música electrónica Future Sequence, nasce a re-interpretação do tema Disintegration, do álbum seminal dos The Cure, com o mesmo nome.

papercutz no Festival Paredes de Coura.

A banda passou uma parte do ano de 2011 em Nova Iorque onde trabalhou com o produtor Chris Coady (Beach House,Yeah Yeah Yeahs, TV On The Radio) e o resultado foi o segundo álbum de originais The Blur Between Us que sai em Julho 2012 pela editora inglesa Sounds Of A Playground  e a Americana Peermusic com uma edição nacional em Setembro pela Rastilho Records e que vê os :papercutz a assumirem um álbum mais negro comparativamente ao álbum anterior contando com a participação do escritor José Luís Peixoto. O jornalista Vítor Belanciano do Público destaca a sua "pop electrónica estimulante de contornos sombrios" e o radialista Nuno Ávila considera-o um dos melhores álbuns nacionais do ano. O projecto volta a tocar no festival South by Southwest mas também em Portugal com apresentações oficiais do álbum por todo o País.
No fim de 2012 Bruno Miguel foi selecionado para a Red Bull Music Academy que o leva de volta a Nova Iorque para trabalhar em estúdio com mentores como Four Tet ou Flying Lotus ao mesmo tempo que tem novas apresentações ao vivo. Passa também por uma nova fase de composição em 2013 e inicia uma colaboração com a editora Enchufada (dos Buraka Som Sistema) através do tema single Storm Spirits. De volta a Portugal os :papercutz terminam os seus concertos de apresentação de The Blur Between Us com passagem pelo festival Neopop, Fusing, Casa da Música e Festival Paredes de Coura entre outros.
Em 2013 os :papercutz veem um álbum seu ser editado pela primeira vez no Japão pelas mãos da Kilk Records tendo airplay do seu single em rádios japonesas locais. É nesta altura que o produtor tem bastante procura para produção de artistas internacionais. O grupo tem uma paragem temporária no fim de 2014 para que Bruno Miguel possa perseguir outros projectos como bandas sonoras.

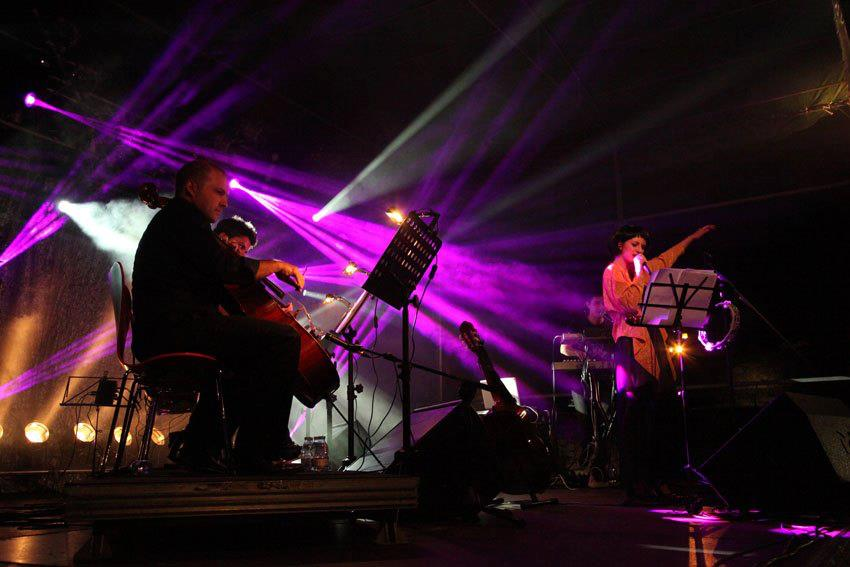
papercutz em concerto no Centro Cultural de Belém.

Durante 2016 o grupo volta a concertos e a preparar o terceiro álbum de originais com uma nova vocalista convidada, substituindo a cantora nascida nos Estados Unidos Melissa Veras e que virá a formar o projeto ASA por Catarina Miranda, conhecida do seu projeto a solo Emmy Curl e participante no Festival RTP da Canção, que fez já parte da última formação ao vivo.
Em Janeiro de 2017 o grupo lança um novo EP Trust/Surrender e tema single e faz parte de uma comitiva de artistas que junta alguns dos melhores projectos nacionais em representação da música Portuguesa como o país em destaque na edição anual do Eurosonic, o maior festival e conferência da indústria da música europeia. De seguida partem para os Estados Unidos em concertos e voltam a datas em território nacional.
De 2018 e 2019 partem para diversas datas em digressão pela Europa com passagem por diversos festivais. O grupo termina o ano de 2019 com o lançamento de novos singles, tocando pela primeira vez na Islândia no festival Iceland Airwaves e anunciando o lançamento internacional do seu álbum King Ruiner em 2020. Gravado entre Porto, Nova Iorque, Hamburgo e Tóquio, o trabalho conta com as novas vocalistas convidadas, a alemã Lia Bilinski e a japonesa Rena Morizono.
O álbum tem lançamento oficial no Japão com uma digressão pelo território Asiático. Com as primeiras notícias de uma pandemia emergente o projecto é o primeiro grupo Português a cancelar os seus concertos internacionais que incluía uma passagem pela China e volta a Portugal para novas datas em território nacional.
O trabalho King Ruiner é considerado um dos álbuns de 2020 por diversas publicações Portuguesas e o single Become Nothing é uma das escolhas do ano para a rádio Antena 3 e Halfway There para a Rádio Oxigénio. Durante o ano o produtor Bruno Miguel em entrevista com a  Lusa  menciona a importância das entidades nacionais neste difícil período para os músicos nacionais inclusive da sua cidade natal do Porto o que veio a resultar em num programa de apoio à criação artística.
Em 2021 o projecto continua em concertos em território Português e lança uma edição especial King Ruiner (Deluxe) com a curadoria do produtor que convidou vários artistas nacionais, Octa Push, Scúru Fitchádu, Throes + The Shine, FARWARMTH, IVVVO, Pedro Da Linha e Ondness para revisitar os temas do álbum.. 
Numa parceria com a RTP os :papercutz divulgam em 2022 um espetáculo que reinterpreta o seu trabalho com um trio de vozes femininas, segundo uma tradição oral como melodias contemporâneas, num trio de vozes femininas e cujo registo se complementa sob texturas de música eletrónica, no centenário Theatro Circo de nome 'Choral'.

papercutz + ensemble ao vivo na Casa Da Música.

Durante 2023 o projecta começa a desenvolver uma iniciativa de nome ':papercutz + ensemble' com o Orquestrador Bruno Ferreira da Academia Real de Belas-Artes de Antuérpia que se movimenta no interstício da música electrónica e a Música minimalista e que leva os seus novos temas a diversos Teatros Históricos nacionais.   
Para 2024 o projecto prepara uma nova edição de nome So Far So Fading concebido entre a Islândia, em Reiquiavique com Francesco Fabris, produtor responsável por diversas bandas sonoras de filmes e séries detentoras de Oscars e Golden Globes , e gravações no Conservatório De Música Do Porto com letras do escritor Daniel Jonas Grande Prémio da Literatura e jovens promissores músicos Portugueses com lugar em diversas orquestras internacionais e que teve a sua estreia na Casa da Música Porto.

## Discografia

### Álbuns
- 2008 - Lylac (Apegenine Recordings)
- 2010 - Do Outro Lado Do Espelho - Lylac Ambient Reworks (Audiobulb Records)
- 2012 - The Blur Between Us (Sounds Of A Playground / Peermusic / Rastilho Records)
- 2013 - The Blur Between Us (Extended Japanese Edition) (Kilk Records)
- 2020 - King Ruiner (Moorworks)
- 2020 - King Ruiner (Extended Japanese Edition) (Kilk Records)
- 2021  - King Ruiner (Deluxe) (Rastilho Records / Sony ATV)

### EP's
- 2008 - Ultravioleta Rmx's (Apegenine Recordings)
- 2013 - Where Beasts Die (At Dawn Remixed EP) (Peermusic)
- 2013 - Rivers (At Dusk Remixed EP) (Peermusic)
- 2017 - Trust / Surrender (Peermusic)

### Compilações
- 2008 - Base One - Paradox City V.A. (Base Recordings)
- 2008 - Novos Talentos Fnac 2008 (Fnac Portugal)
- 2010 - T(H)REE - Novas Musicalidades De Portugal, Hong Kong E Macau (Cobra Discos)
- 2011 - Sequence1 (Futuresequence 2011)
- 2011 - Various - Celestial Summer (LYFSTYL 2011)
- 2013 - And Darkness Came (Headphone Commute)
- 2013 - Uper Cuts (Enchufada)
- 2013 - Various Assets - Red Bull Music Academy New York (Red Bull)
- 2018 - Full Circle 5 versions - A Strangely Isolated Place (ASIP)

### Videografia
- Choral ‎(RTP, Theatro Circo, 2022)